# الصناعة في إسرائيل

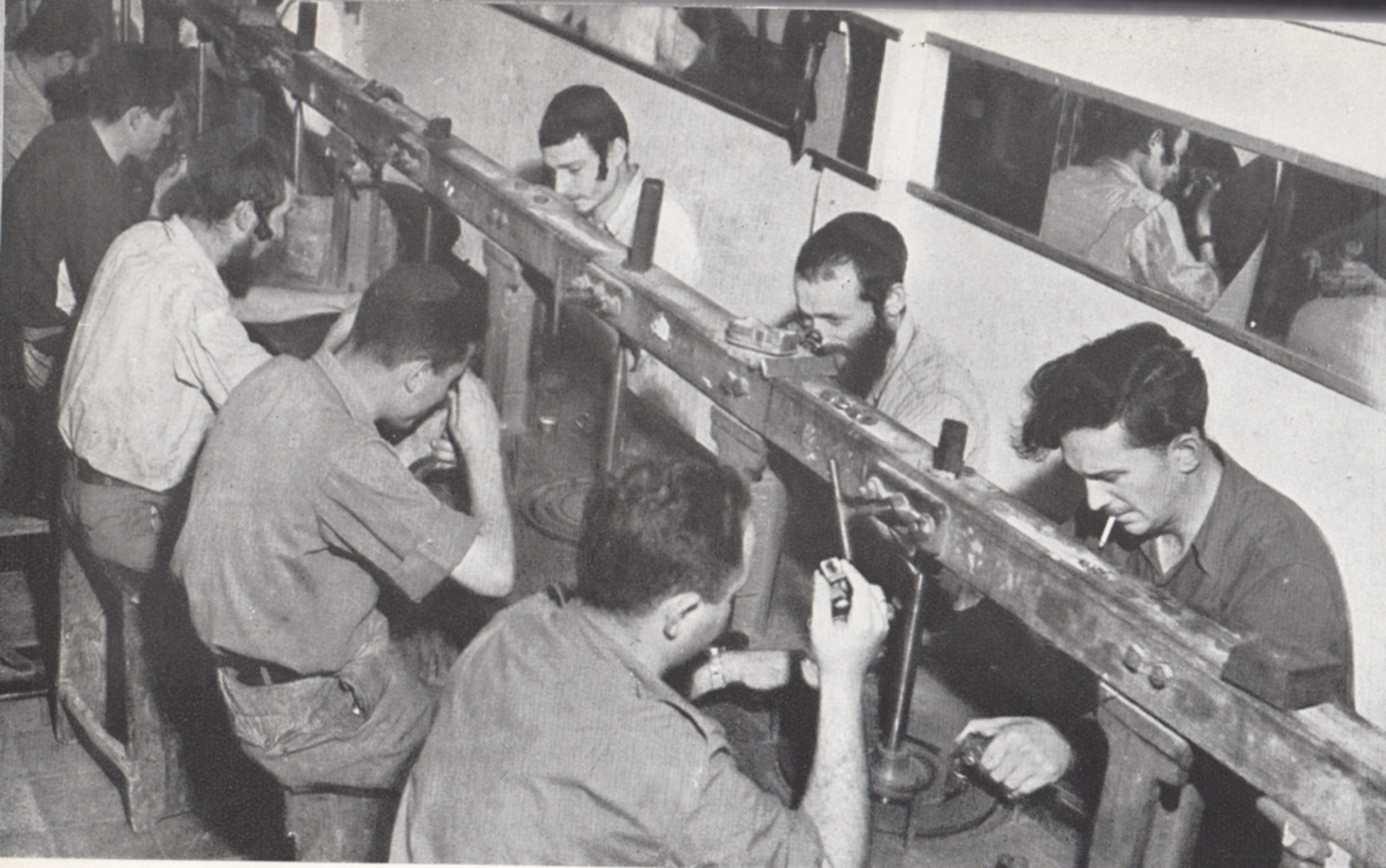
عمال صناعيون في القدس بين عامي 1948 و 1950

تنقسم الصناعة في إسرائيل إلى عدة فروع، أهمها: صناعة الألماس، وصناعة التكنولوجيا العالية والتكنولوجيا الحيوية، الصناعات الكيماوية وصناعات الأغذية والمشروبات. ازداد نصيب الصناعات المتقدمة على مر السنوات في الصناعة، على غرار الصناعات في البلدان المتقدمة في العالم.

## السنوات الأولى
مع قيام الدولة وطوال سنواتها الأولى، بدأت الحكومة الإسرائيلية بمحاولة الشروع في إنشاء منشآت صناعية في البلاد. كانت الصادرات محدودة خلال هذه السنوات، وكان النقص المستمر في العملة الأجنبية يعوق النشاط الاقتصادي وجعل من الصعب استيراد المنتجات الضرورية للبلد النامي.
هذا النقص في النقد الأجنبي منع أيضًا الصادرات المنظمة والحرة من إسرائيل إلى الخارج، لأن المصنع الإسرائيلي المحلي لا يمكنه تلقي النقد الأجنبي لمنتجاته بشكل مباشر، لكن دخله كان بالعملة المحلية وفقًا لسعر الصرف الذي حددته له الحكومة. كان الهدف من هذه الطريقة هو إتاحة النقد الأجنبي للحكومة لإجراء العمليات الشراء الخارجية، بينما تُرك الصانع الإسرائيلي يحاول المنافسة في السوق الدولية مع كل خطوة اقتصادية مصحوبة بآلية بيروقراطية معقدة تحدد سعر منتجاته بالفعل (بالعملة المحلية)، وقصره على عمليات الشراء بالعملة الأجنبية للمواد الخام من الخارج وإدارة سياسات مختلفة من مصنع لآخر، مثل اختلاف سعر الصرف، وفقًا لاعتبارات متنوعة وليست اقتصادية بحتة، كما كانت هذه فترة المقاطعة العربية التي خلقت العديد من الصعوبات في استيراد العديد من المواد الخام والمنتجات إلى إسرائيل.

## السيارات
خلال سنوات وجود دولة إسرائيل، تم إنشاء عدة مصانع هناك لتصنيع السيارات والشاحنات، لكن هذه المشاريع فشلت اقتصاديًا بسبب محدودية نطاق الإنتاج. يتم تطوير وانتاج المركبات للقوات الامنية (وللتصدير أيضاً) وكذلك تجميع الحافلات، كما تم إنشاء العديد من المصانع في إسرائيل لإنتاج مكونات صناعة السيارات، مثل البطاريات والإطارات وتجميعات القيادة وأجزاء الصب الدقيقة ومعالجة البلاستيك وآلاته .
في القرن الحالي، برزت شركتا بلسان ساسا المتخصصة في تصميم وإنتاج الحماية للمركبات من المواد المركبة، وموبيل آي التي تقوم بتطوير وإنتاج وتسويق أنظمة مساعدة السائق المتقدمة ( ADAS ) عن طريق معالجة الصور الرقمية في صناعة السيارات الإسرائيلية.

## المواد الكيميائية
شركة إسرائيل للكيماويات .

## الأدوية

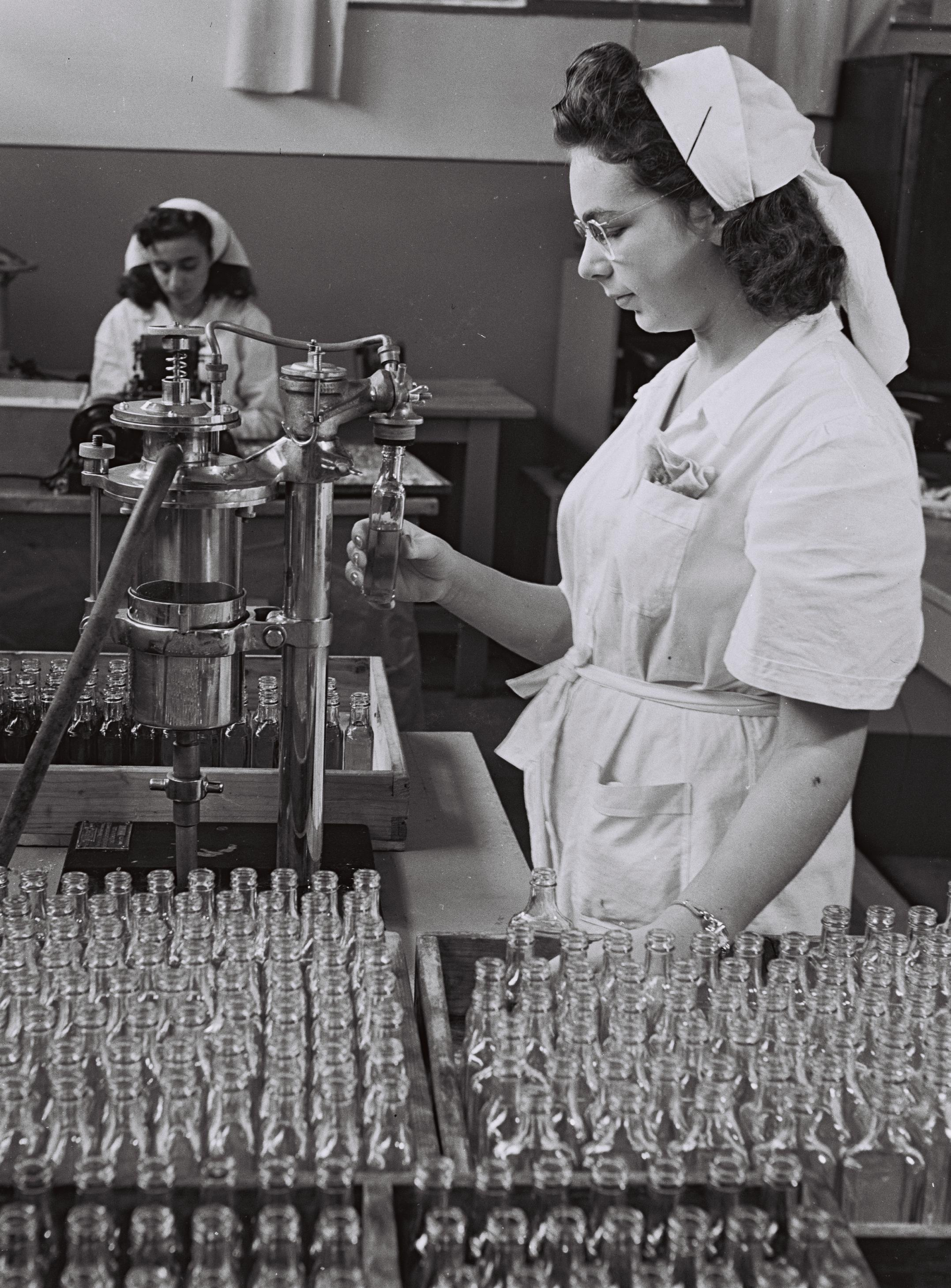
العمل في مصنع "آسيا" عام 1949

يوجد في إسرائيل صناعة دوائية واسعة النطاق، تتعامل بشكل أساسي مع إنتاج الأدوية المكافئة، وكذلك إنتاج العديد من الأدوية الأصلية. الشركات الرئيسية في هذا المجال:
- تيفا: وهي أكبر شركة في العالم في مجال الأدوية المكافئة. عقاقير مصدرها البارزة هي الكوباكسون والراساجيلين .
- ديكسيل فارما: شركة أدوية مقرها في أور عقيفا.
- تارو للصناعات الدوائية: تأسست في حيفا عام 1950، وتم بيعها في عام 2007 لشركة الأدوية الهندية "Sun".
- بيريجو إسرائيل: تأسست تحت اسم "Agis"، ومنذ عام 2005 وهي تعمل كشركة تابعة لشركة بيريجو الأمريكية.
- سي تي إس: يتمثل القسم الدوائي في الشركة في إنتاج وتسويق الأدوية والمعدات الطبية ومنتجات النظافة.
- دكتور فيشر: تصنع منتجات العناية بالبشرة وقطرات العين ومنتجات النظافة والمكملات الغذائية وغيرها.
- كامادا: شركة أدوية بيولوجية متخصصة في تطوير وإنتاج وتسويق الأدوية باستخدام تقنيات فصل وتنقية البروتينات.
- بلوري: تشارك في تطوير وإنتاج الأدوية الأصلية القائمة على الخلايا الجذعية.

## الإلكترونيات
تعد صناعة الإلكترونيات مكونًا بارزًا في الصناعة الإسرائيلية، والتي تشمل نشاطًا في مجالات الرقائق ومكونات الكمبيوتر والإلكترونيات العسكرية والإلكترونيات الطبية وصناعة المركبات وغيرها.
قامت العديد من الشركات متعددة الجنسيات، منها شركة إنتل الرائدة في صناعة الرقائق في إسرائيل والشركة الأبرز فيها (إنتل هي أكبر صاحب عمل في إسرائيل وهي مسؤولة عن 1٪ من الناتج المحلي الإجمالي لإسرائيل)، وشركة موتورولا، بإنشاء وتطوير مراكز gلإنتاج في إسرائيل، والتي تشكل منتجاتها جزءًا مهمًا من الصادرات الصناعية الإسرائيلية.
افتتحت أيضًا شركات متعددة الجنسيات مثل مارفيل تكنولوجي وأبل وإنفيديا مراكز تطوير بعد الاستحواذ على شركات إسرائيلية ناشئة.

## البرمجيات
قامت شركات متعددة الجنسيات مثل آي بي إم ومايكروسوفت بإنشاء مراكز بحث وتطوير في إسرائيل حيث تم اختراع العديد من التطويرات الهامة، كما تم إنشاء شركات إسرائيلية عالية التقنية مثل أمدوكس وتشك بوينت وويكس.كوم وسنيك والتي تتنافس في السوق العالمية، وبلغت قيمتها السوقية مليارات الدولارات. تم بيع شركات ناشئة في مجال البرمجياتمثل آي سي كيو وويز إلى شركات متعددة الجنسيات بمئات الملايين من الدولارات.
تنشط الشركات الإسرائيلية (أو تلك التي لها علاقات وثيقة بإسرائيل) في المجالات الرئيسية للحوسبة وخاصة الإنترنت في العالم، مثل أمن المعلومات ( تشك بوينتوسينتينل وان وغيرهما)، التكنولوجيا المالية (رابيد وغيرها)، وتوزيع البرامج ( إيرون سورس ومقرها تل أبيب)، والتداول الخوارزمي ( فاينال إسرائيل ومقرها هرتسليا  وإيسترا ريسيرش ومقرها اللد  ) وألعاب الشبكة (بلايتيكا وبلاريوم) ،  والمقامرة (إمباير أونلاين بواسطة نوعام لانير و888 هولدنجز بواسطة أفي و أهارون شاكيد) والمواد الإباحية (كول فيجين بواسطة مولي ليتبيك). 
تشمل شركات البرمجيات الكبيرة العاملة في السوق المحلية: ماتريكس ونيس تكنولوجيز وتالدور وياعيل جروب وإلعاد سيستمز وغيرها.

## الصناعات الدفاعية
تعتبر الصناعات العسكرية من أهم مجالات الصناعة في إسرائيل، وتعتبر صناعة تصديرية مهمة بجانب المبيعات لصالح الجيش الإسرائيلي. تعتبر إسرائيل واحدة من أكبر عشرة مصدرين للأسلحة في العالم، ووصلت الصادرات الدفاعية إلى مستوى قياسي بلغ 7.5 مليار دولار في عام 2012. 

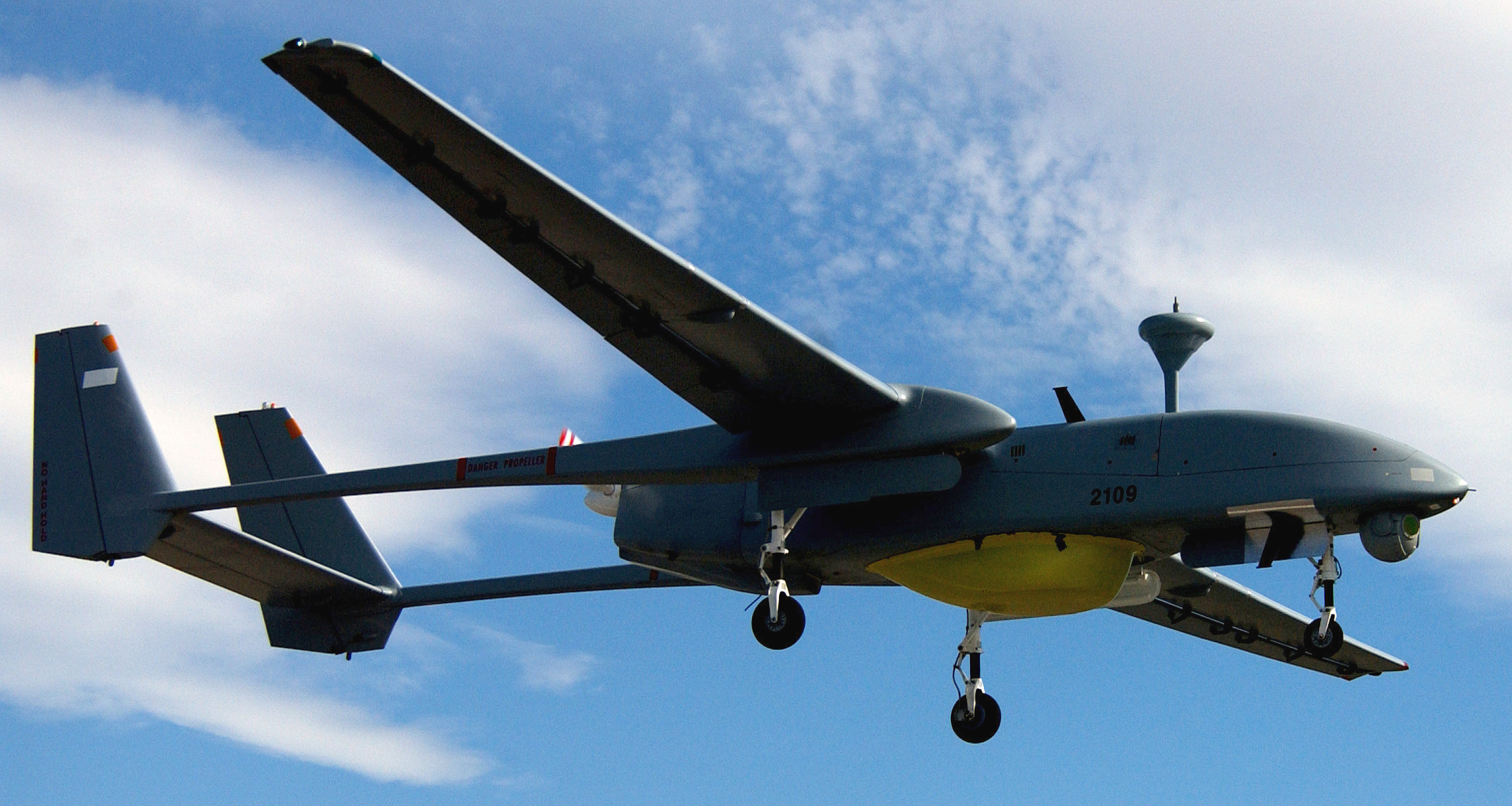
الطائرات بدون طيار من طراز "هيرون 1" المصنعة من قبل شركة صناعات الفضاء الإسرائيلية

تعمل ثلاث شركات حكومية كبيرة في هذا المجال:
- صناعات الفضاء الإسرائيلية هي شركة صناعية تقوم بتطوير وتصنيع منتجات الطيران والإلكترونيات بشكل أساسي. تشمل صناعة الطيران 5 أقسام: الطائرات المدنية والطائرات العسكرية بما في ذلك الطائرات بدون طيار والصواريخ والفضاء والإلكترونيات (ألتا) وتفتيش الطائرات. يعمل حوالي 14000 عامل في صناعة الطيران معظمهم من المهندسين والفنيين .
- مصنع الجيش الإسرائيلي (IMI) هي المصنع البارز للأسلحة والذخائر للقوات البرية، كما تنتج الأسلحة المحمولة جواً، ويتكون من عدة مصانع لكل منها تخصصه الخاص، مثل تطوير محركات (المرحلة الأولى والثانية) للقمر الصناعي الإسرائيلي "شافيت".
- أنظمة رافائيل الدفاعية المتقدمة: تعمل في مجال الأسلحة المتطورة، وتشتهر بصناعة الصواريخ والروبوتات العسكرية التي تطورها وأنظمتها الدفاعية المتكاملة.

شركات الدفاع البارزة في القطاع الخاص هي:
- أنظمة إلبيط: شركة تعمل في تطوير وإنتاج أنظمة الدفاع الإلكترونية والكهربائية الضوئية المتقدمة، وتركز الشركة على تطوير أنظمة القيادة والسيطرة، وأنظمة الاستخبارات للسوق العسكري وتحسين الطائرات والسفن والمركبات وعلى تطوير وتسليم أنظمة الطائرات بدون طيار .
- إلزرا: وهي شركة تابعة لشركة أنظمة إلبيط، والتي تتعامل في تطوير وإنتاج أنظمة الحرب الإلكترونية وأنظمة القيادة والسيطرة المتقدمة وأنظمة جمع المعلومات الاستخبارية وأنظمة التحقيق والتدريب المتقدمة، كما تغطي مجالات خبرة واسعة جدًا في مجالات الرادار والإشارات الرقمية والهوائيات المبتكرة وأنظمة البرامج المتطورة ومكونات الميكروويف المتقدمة والدوائر المتكاملة .
- بلسان ساسا: تعمل في مجال تصميم وتوريد حلول الحماية للمركبات بةاسطة المواد المركبة .
- صناعات الأسلحة الإسرائيلية (IWI): تقوم بتصنيع الأسلحة الصغيرة، وقد تم تأسيسها بخصخصة مصنع "ماجان" التابع لجيش الدفاع الإسرائيلي في فبراير 2005.

## الصناعات الغذائية
أكبر شركات المواد الغذائية في إسرائيل هي:
- كوكاكولا إسرائيل: منتج ومسوق بالإضافة إلى الامتياز الحصري لشركة كوكاكولا في إسرائيل، وتمتلك العديد من شركات الأغذية والمشروبات الأخرى.
- تنوفا: أكبر شركة أغذية في إسرائيل، وتفوم بتسويق وإنتاج منتجات الألبان والخضروات المجمدة واللحوم والبيض وغيرها. مملوكة لشركة برايت فود من الصين .
- شتراوس: التي تصنع وتسوق منتجات الألبان والحلويات والقهوة .
- أوسم: تقوم بتسويق وإنتاج مختلف المنتجات الغذائية مثل المعكرونة والمعجنات ومسحوق الحساء والبامبا وغيرها. مملوكة لشركة نستله العالمية.
- نيتو: تعمل في مجال إنتاج واستيراد وتسويق وتجارة المواد الغذائية.

يوجد أيضًا في إسرائيل عدد من المزارع الخاصة التي تنتج منتجات غذائية، كما يتم توجيه جزء كبير من الصناعة العضوية في إسرائيل للتصدير، وكذلك إلى السوق المحلية.
بالإضافة إلى ذلك، تم تطوير سلالة من الطماطم الكرزية في مركز فولكاني، والتي حققت نجاحًا عالميًا.
تم الاستحواذ على شركة فروتارم التي تعمل في مجال إنتاج وتسويق المواد الخام لصناعة النكهات والعطور في مايو 2018 من قبل شركة (International Flavours & Fragrances IFF) الأمريكية مقابل 6.4 مليار دولار.

### الأغذية المصنعة
هناك أيضًا شركات إسرائيلية تعمل في مجال البحث والتطوير في الأغذية المصنعة مثل بيوميلك، التي تطور الحليب المستنبت، وفيوتشر ميت التي تطور اللحوم المستزرعة ، وشركة بيو هوني التي تطور العسل المستنبت.

## الموارد الطبيعية
يوجد في إسرائيل عدة فروع من الموارد الطبيعية التي يتم تصديرها إلى جميع أنحاء العالم ، في مجال الصناعة، ويعتبر تصدير المغنيسيوم والمعادن من منطقة البحر الميت أكثر ما يلفت الانتبا ، ويستخدم المغنيسيوم في جميع الصناعات في العالم، بما في ذلك صناعة السيارات والمعادن الموجودة في البحر الميت تستخدم في صناعة مستحضرات التجميل والأدوية (مثل الطين المعدني).
الشركات البارزة هي:
- إسرائيل للكيماويات: الشركة الأم لشركات إنتاج البوتاس والأسمدة الأخرى والفوسفات والمغنيسيوم والبروم ومركباته من البحر الميت.
- أهافا: شركة مستحضرات تجميل إسرائيلية، تقوم بتطوير وتوزيع مستحضرات التجميل من طين البحر الميت والمعادن الطبيعية المستخرجة منه.

## الألماس
تشكل صناعة الماس الإسرائيلية، التي تتركز في منطقة البورصة في رمات غان ، أكبر فرع تصدير في البلاد، وهي مسؤولة عن حوالي 28٪ من إجمالي الصادرات الإسرائيلية.
تعد إسرائيل واحدة من المراكز الثلاثة الرئيسية في العالم لإنتاج الماس مع بداية القرن 21، بعد بلجيكا والهند.

## أنظر أيضا
- الاقتصاد الإسرائيلي
- قائمة المنشآت الصناعية في إسرائيل
- نقابة الصناعيين في إسرائيل
- وزارة المالية

## وصلات خارجية
- قالب:מטח
- قالب:TheMarker
- قالب:קתדרה
- قالب:Ynet
- قالب:גלובס
- قالب:TheMarker
- אתר התאחדות התעשיינים
- מערך אזורי התעשייה באשדוד: היבטים ניהוליים, תכנוניים וסביבתיים, אוניברסיטת תל אביב, 2017
- אורן קלמן, 'נייר מתוצרת הארץ: מפעל הנייר בחדרה ומדיניות הפיתוח של ממשלות מפא"י בשנות המדינה הראשונות', עיונים, כרך 26 (2016), עמ' 348–385.
- قالب:סרטונים הקמת בית חרושת נעמן, 1938, באתר ארכיון הסרטים הישראלי בסינמטק ירושלים
- قالب:סרטונים שבוע התעשייה, 1951, באתר ארכיון הסרטים הישראלי בסינמטק ירושלים
- قالب:סרטונים תעשיית שמלות בבית חרושת אמריקאי, 1951, באתר ארכיון הסרטים הישראלי בסינמטק ירושלים
- قالب:סרטונים מפעל המלט נשר ברמלה, 1952, באתר ארכיון הסרטים הישראלי בסינמטק ירושלים
- قالب:סרטונים ייצור צמיגים בבית החרושת ג׳נרל, 1952, באתר ארכיון הסרטים הישראלי בסינמטק ירושלים
- قالب:סרטונים סכיני גילוח אוקבה לייצוא, 1952, באתר ארכיון הסרטים הישראלי בסינמטק ירושלים
- قالب:סרטונים תעשיית הרדיו בישראל, רדיו בן גל, 1952, באתר ארכיון הסרטים הישראלי בסינמטק ירושלים
- قالب:סרטונים הנשיא יצחק בן צבי מבקר במפעל אוסם, 1953, באתר ארכיון הסרטים הישראלי בסינמטק ירושלים
- قالب:סרטונים סיור במפעלי שעונים, שנאים ושוקולד, 1953, באתר ארכיון הסרטים הישראלי בסינמטק ירושלים
- قالب:סרטונים לבני איטונג בענף הבנייה, 1954, באתר ארכיון הסרטים הישראלי בסינמטק ירושלים
- قالب:סרטונים מפעל 'צינורות המזרח התיכון' בעכו, סרטי גבע، ארכיון שפילברג, 1956 (התחלה 3:22)